# Maikro Romero
Maikro Romero (født 9. december 1972)  er en cubansk bokser. Under Sommer-OL 1996 i Atlanta vandt han en guldmedalje i fluevægt.
Senere skiftede han til vægtklassen let-fluevægt og blev verdensmester i 1997 for amatører. Han forsøgte at forsvare titlen i 1999, men blev slået ud af Kim Un-Chol fra Nord-Korea og stod tilbage med en sølvmedalje. Under  Sommer-OL i Sydney 2000 vandt han en bronzemedalje i vægtklassen let-fluevægt.

## Olympiske resultater

### 1996
- Besejrede Eric Morel (USA) 24-12
- Besejrede Lernik Papyan (Armenien) 22-6
- Besejrede Elias Recaido (Filippinerne) 18-3
- Besejrede Albert Pakeyev (Rusland) 12-6
- Besejrede Bulat Jumadilov (Kazakhstan) 12-11

### 2000
- Besejrede José Luis Varela (Venezuela) 15-1
- Besejrede Marian Velicu (Rumænien) RSC 4
- Besejrede Valeriy Sydorenko (Ukraine) 12-5
- Tabte til Brahim Asloum (Frankrig) 12-13